# Гагура
Гагура — река левобережной части бассейна верхнего течения Куры, течет по территории Знаурского района Южной Осетии и Карельского муниципалитета Грузии.
В верхнем течении реки севернее села Багиани на Гагуре устроен пруд.